# De röda taken
De röda taken (franska: Les toits rouges, coin de village, effet d'hiver) är en oljemålning av den franske konstnären Camille Pissarro från 1877. Den ingår i Musée d'Orsays samlingar i Paris. En snarlik målning är Côte des Bœufs à L'Hermitage som är målad vid ungefär samma tidpunkt och plats. Den är utställd på National Gallery i London.
De röda taken hör till Pissarros mest kända verk och är ett genuint impressionistiskt verk. Den är gjord med otaliga korta likformiga penseldrag tätt invid varandra i olika färger, som ofta är starka och klara. 
Pissarro och hans familj var bosatta i Pontoise, 30 km nordväst om Paris, under större delen av perioden 1866–1883. Han sysslade framför allt med landskapsmåleri och Pontoise lantliga omgivningar gav honom rikligt med motiv.  
Pissarro var något äldre än de andra impressionisterna som han regelbundet ställde ut med (Pissarro var den enda konstnärens som deltog på samtliga åtta impressionistutställningarna mellan 1874 och 1886) och betraktades därför som en fadersgestalt för rörelsen. Särskilt Paul Cézanne stod honom nära. När Cézanne besökte Pissarro i Pontoise 1877 begav de sig ut på en gemensam målarexkursion. Den resulterade i snarlika verk, bland annat De röda taken, som ställdes ut på tredje impressionistutställningen samma år. 
De röda taken ingick i den grupp målningar som Gustave Caillebotte donerade vid sin död 1894 till franska staten. Sedan 1986 har den sin permanenta placering på Musée d'Orsay.   

## Relaterade målningar

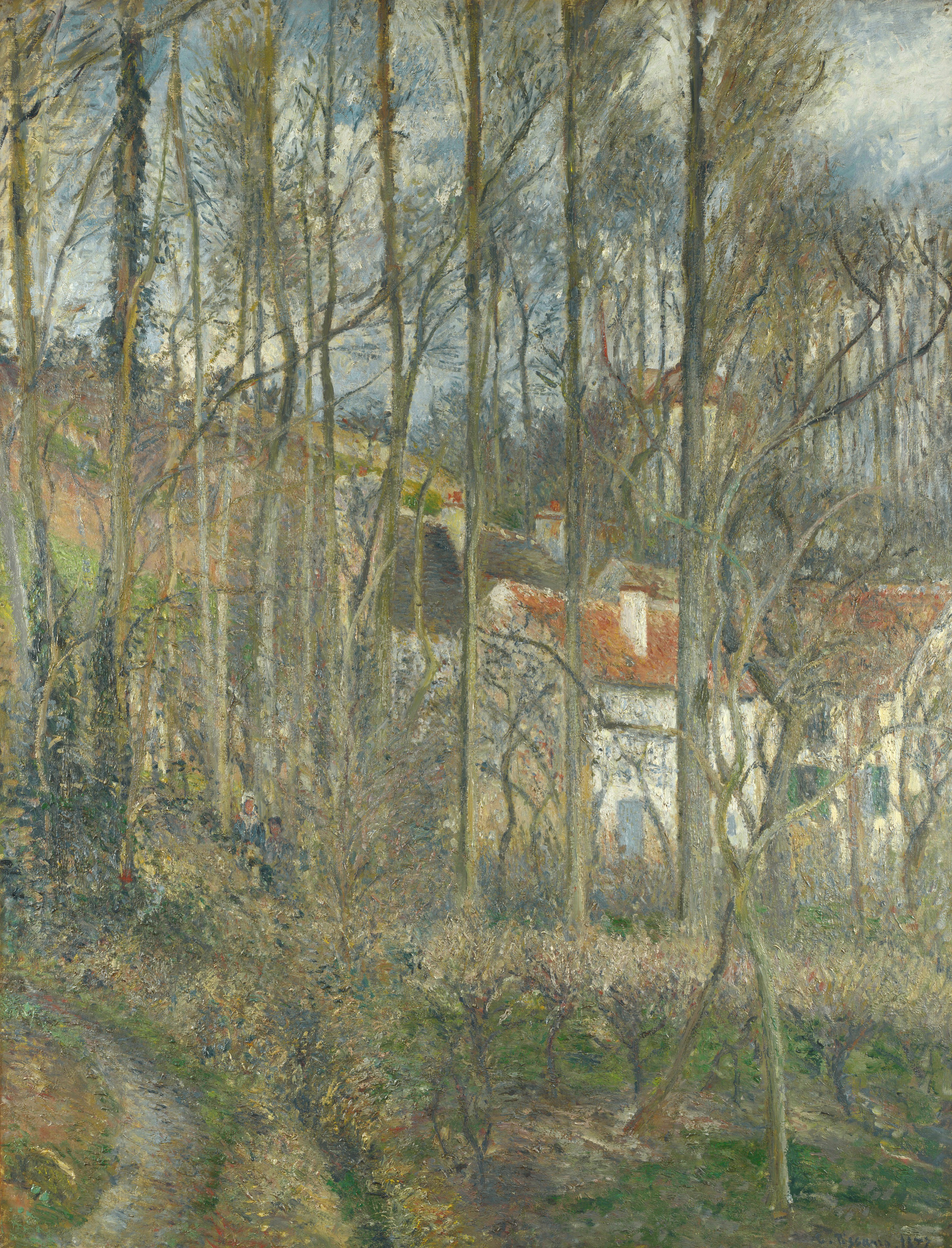
Pissarros Côte des Bœufs à L'Hermitage från 1877 (114.9 × 87.6), National Gallery.
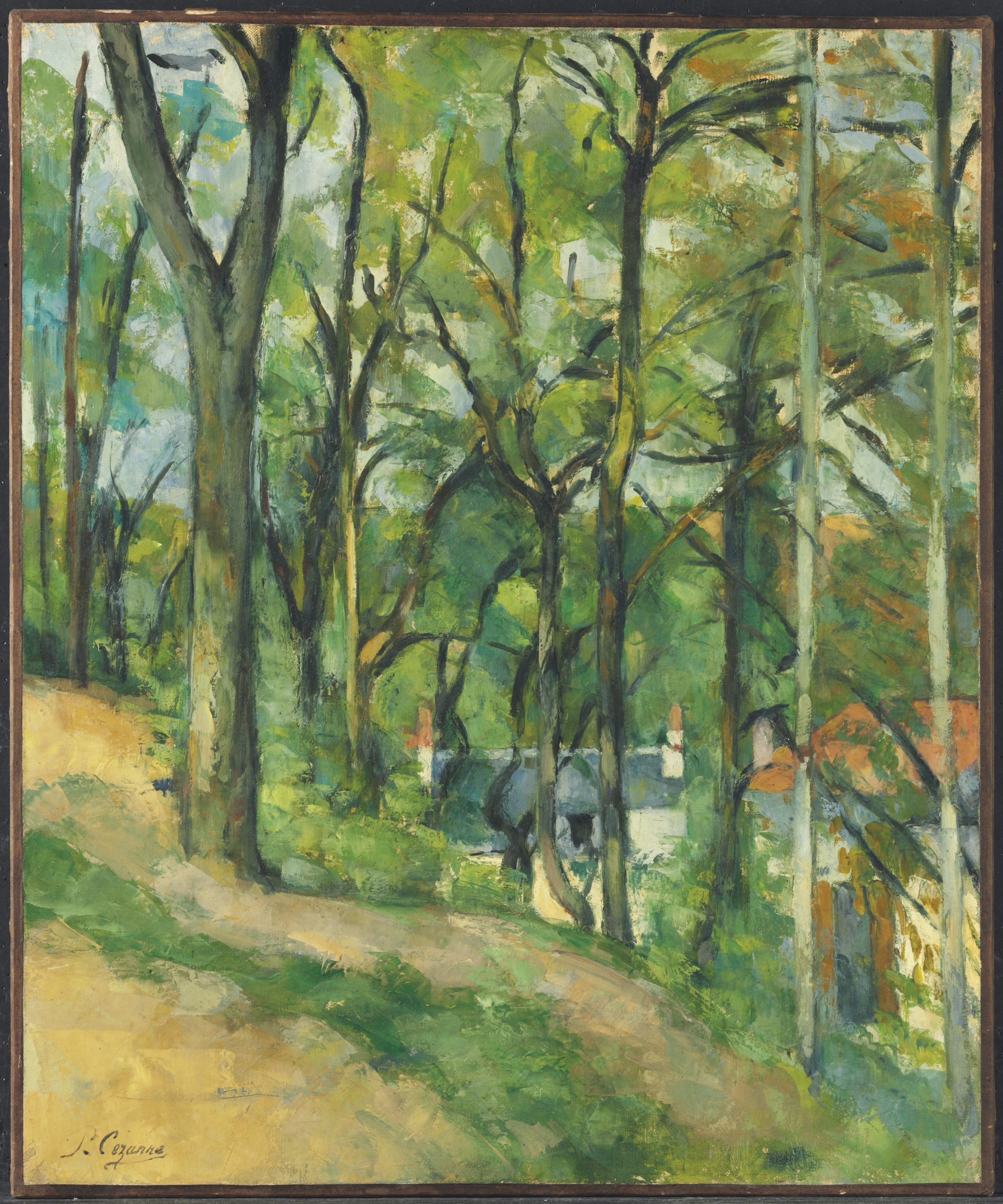
Cézannes La Côte Saint-Denis à Pontoise från 1877 är i privat ägo.